# Boden (Produktionsfaktor)
Boden (englisch land) ist in der Volkswirtschaftslehre der zweite originäre Produktionsfaktor, der die wirtschaftlich genutzte Erdoberfläche umfasst.

## Allgemeines
Die Volkswirtschaftslehre kennt neben dem Boden als weiteren originären Produktionsfaktor die menschliche Arbeit. Zusammen mit dem derivativen Produktionsfaktor Kapital bilden sie die drei klassischen Produktionsfaktoren. Da diese Produktionsfaktoren knapp sind, haben sie in der klassischen Nationalökonomie einen Preis, der beim Boden Bodenrente, bei der Arbeit Lohn und beim Kapital Zins heißt. Jean-Baptiste Say ergänzte 1828 das Faktorsystem um den Produktionsfaktor „unternehmerische Tätigkeit“, dessen Preis der Unternehmerlohn darstellt. Soweit der Boden konsumtiv für eigene Zwecke genutzt wird (beispielsweise ein privater Garten), stellt er keinen Produktionsfaktor, sondern ein Konsumgut dar.

## Geschichte
Die Physiokraten unterzogen erstmals den Boden einer umfassenden wissenschaftlichen Analyse. Sie gingen vom Produktionsfaktor Boden aus, der sich als Natur stets regeneriere und ohne Aufwand erhalte. Für sie ist der Produktionsfaktor Boden, also der Ackerbau, die einzige Quelle allen volkswirtschaftlichen Wohlstandes, da nur er imstande sei, einen Überschuss über die aufgewendeten Kosten abzuwerfen. Deren wichtigster Vertreter François Quesnay behauptete 1757, dass der Reichtum nicht in der Bewegung (Handel), sondern in der Ruhe (Boden) liege. Das Prinzip aller Arbeit sei der Bodenertrag, denn alle Arbeit richte sich nach dem Preis der Bodenprodukte. „Der Ertrag ist das Ergebnis der Bodenbeschaffenheit und des Menschen. Ohne die Arbeit des Menschen hat der Boden keinen Wert“. „Der Überschuss aus Grund und Boden ist es, welcher die Landwirtschaft ... für die Besteuerung zur Verfügung stellt…“ Während die Physiokraten nur die landwirtschaftliche Arbeit für produktiv hielten, ergänzte im Jahre 1777 Johann Georg Schlosser, dass auch die Klasse „der Künstler, Handwerker und Kaufleute“ produktiv sei. Für Adam Smith galt in dem 1776 erschienenen Standardwerk Der Wohlstand der Nationen nicht der landwirtschaftlich genutzte Boden als die Quelle des Wohlstands, sondern die menschliche Arbeit.
Nach Thomas Robert Malthus verfügten die Landeigentümer als Klasse über den Boden. Er untersuchte 1798 hierin das Verhältnis von Bevölkerungswachstum und Bodenertrag und gelangte zu der Prognose, dass der Bodenertrag nur in arithmetischer Progression (1, 2, 3, 4, 5 usw.) wachsen könne, die Bevölkerung jedoch in geometrischer Progression (1, 2, 4, 8, 16 usw.) wachse, mit der Folge von Hunger und Armut. Jean-Baptiste Say stellte 1803 erstmals die Arbeit mit Boden und Kapital auf eine Stufe. David Ricardo meinte 1821, dass der Boden nur dann keine Rente erziele, wenn er im Überfluss vorhanden sei. Für Ricardo war der Boden „nicht in unendlicher Menge und allgemein gleicher Beschaffenheit vorhanden“. Er erkannte, dass in einer wachsenden Volkswirtschaft Boden der einzige nicht vermehrbare Produktionsfaktor darstellt. Bei weiterem Bevölkerungswachstum sah er voraus, dass Boden von geringerer Beschaffenheit und weniger vorteilhafter Lage erschlossen werden muss („Boden zweiter Klasse“). 
John Stuart Mill stellte 1848 den Unterschied zwischen Boden und von Menschen geschaffenen Gütern heraus: „Niemand hat den Boden gemacht, er ist das ursprüngliche Erbe der Menschheit“. Er prägte 1848 den Begriff des nicht verdienten Bodenwertzuwachses (englisch unearned increments), der aufgrund des Bevölkerungswachstums entstehe und besteuert werden sollte.

## Nutzbarkeit des Bodens
Boden als Teil der Erdoberfläche ist – bis auf die wenigen Möglichkeiten der Landgewinnung und Melioration – nicht vermehrbar. Diese nicht beliebige Vermehrbarkeit des Bodens ist in der Landwirtschaft eine der Voraussetzungen für die Gültigkeit des Ertragsgesetzes. Der volkswirtschaftliche Bodenbegriff ist zudem auf den wirtschaftlich genutzten Boden begrenzt, so dass ungenutzte Landflächen wie Brachflächen oder Wüsten nicht zum engeren Bodenbegriff gerechnet werden. Zum genutzten Boden gehören landwirtschaftliche (Kulturboden: Acker, Garten, Weide, Wiese), forstwirtschaftliche (Wirtschaftswald), fischereiwirtschaftliche, bergbauwirtschaftliche, industrielle, Wohnflächen oder Verkehrswege. Im weiteren Sinne gehören dazu auch Physiosphäre und Biosphäre, soweit sie als Produktionsfaktor für die Herstellung von Rohstoffen, als Wasserfilter, Verhüter von Erosion, Produzent von Genmaterial oder anderen natürlichen Leistungen zu verstehen sind, sowie die Rohstoffe selbst (feste, flüssige oder gasförmige) und alle Energieformen wie etwa Sonnenenergie, Kernenergie, Wasserkraft und Wind. 
Der Boden stiftet als Produktionsfaktor nur dann einen Nutzen, wenn er fruchtbar ist oder fruchtbar gemacht werden kann. Diese Fertilitätstheorie ist bereits dem Neuen Testament bekannt. Der Evangelist Markus sagte: „Die Erde bringt von selbst ihre Frucht, zuerst den Halm, dann die Ähre, dann das volle Korn in der Ähre“ (Mk 4,28 ). 
Entgegen weit verbreiteter Ansicht unterliegt landwirtschaftlich genutzter Boden einer Abnutzung und muss durch Brachliegen, Düngung oder Wiederaufforstung regeneriert werden. Dagegen ist die Wertminderung durch Abbau von Bodenschätzen irreparabel.

## Faktorpreis
Da diese Produktionsfaktoren knapp sind, haben sie in der klassischen Nationalökonomie auf dem Faktormarkt einen Preis, der beim Boden Bodenrente, bei der Arbeit Lohn und beim Kapital Zins heißt. Die Bodenrente war bei Adam Smith der Grundstücksertrag (Bodenertrag aus Ernten oder dem Abbau von Bodenschätzen und Rohstoffen) und besteht heute auch aus Miet- oder Pachteinnahmen. Die Bodenrente ist Ricardo zufolge der Teil von den Produkten des Bodens, „welcher dem Bodeneigentümer für die Benutzung der ursprünglichen und unzerstörbaren Kräfte des Bodens bezahlt wird“; damit meinte er die Pächter.  
Boden wird auf dem Immobilienmarkt gehandelt. Dieser wird volkswirtschaftlich in einen Bodenbestandsmarkt mit dem Bodenpreis als Faktorpreis und einen Bodennutzungsmarkt mit den Faktorpreisen Grundrente, Miete oder Pachtzins unterteilt. Der erzielte Faktorpreis des Bodens führt beim Bodeneigentümer zum Faktoreinkommen der Bodenrente, beim Bodennutzer zu Faktorkosten (Anschaffungskosten beim Kauf, Immobiliarmiete bei Vermietung). Wegen der mangelnden Vermehrbarkeit ist das Bodenangebot vollkommen unelastisch.

## Bodenfrage
Die Bodenfrage (englisch land question) ist primär ein philosophisches Thema, das 1881 durch Henry George aufgegriffen wurde. Sie behandelt die philosophische Frage des gerechten Zugangs zum volkswirtschaftlichen Produktionsfaktor Boden und konkret den Begriff Boden im engeren Sinne des Eigentums, des Besitzes und der Nutzung der Erdoberfläche durch den Menschen. Im Gegensatz zum Produktionsfaktor Kapital, das vom Menschen geschaffen wird und dessen Herstellung und Erhalt somit einen Aufwand erfordert, ist das Angebot an Boden grundsätzlich unabhängig vom Menschen. Während die Inwertsetzung des Bodens einen Aufwand durch Arbeit und Kapital erfordert, hat der Boden selbst keine Produktionskosten.
Eine Vielzahl von Veröffentlichungen hat es vermieden, die Bodenfrage zu benennen und auszuformulieren. Die Bodenfrage soll Erich Weiß zufolge beantworten, wie Grund und Boden einer privaten oder öffentlichen Bodennutzung durch Besiedlung unterzogen werden soll unter Berücksichtigung von Freiflächen (für Bodenschutz, Naturschutz, Wasserschutz), Infrastruktur, Landschaftspflege und Raumordnung. Die Bodenfrage ist „das Kernproblem des Städtebaus“.
Während die Inwertsetzung des Bodens einen Aufwand durch Arbeit und Kapital erfordert, hat der Boden selbst keine Produktionskosten. Durch die Eigenschaften des Bodens und die Art seiner Nutzung durch den Menschen resultieren folgende Probleme:
- Da der Boden nicht vom Menschen geschaffen wurde, hat der Boden keinen eindeutigen originären Eigentümer, Besitzer oder Nutzer.[21] Die Siedler wurden zu Eigentümern durch Aneignung in Form der Landnahme.
- Da das Angebot an Boden absolut begrenzt und als natürliches Produkt mehrheitlich heterogen ist, führt das Eigentum, der Besitz oder die Nutzung des Bodens durch ein Wirtschaftssubjekt zum Ausschluss anderer Wirtschaftssubjekte, welche jedoch grundsätzlich den gleichen originären Anspruch auf diesen haben.
- Insbesondere bei städtischen Grundstücken tritt das Problem von externen Effekten auf, da der ökonomische Wert des Bodens ausschließlich die Kosten seiner Inwertsetzung durch die Gesellschaft widerspiegelt (z. B. durch den Straßenbau, öffentliche Sicherheit; siehe Henry-George-Theorem), der Nutzen der Inwertsetzung jedoch häufig einem privaten Eigentümer zukommt. Das private Grundeigentum hat in diesem Zusammenhang einen Umverteilungseffekt zu Lasten der Gesellschaft.[22]

## Wirtschaftliche Aspekte
Das Lehrgebäude der Physiokraten entstand auf dem Boden des Naturrechts und schrieb ihm allein die Fähigkeit zu, einen Ertrag abzuwerfen. Adam Smith und David Ricardo hoben die Bedeutung des Bodens als Faktor und als Grundlage für das Faktoreinkommen hervor. Hans Peter bagatellisierte 1950 die Bedeutung des Bodens als Produktionsfaktor. Erst wenn Peter zufolge die Bedürfnisse der Wirtschaftssubjekte nicht durch den vorhandenen Boden gedeckt werden könnten, wirke die Knappheit des Produktionsfaktors auf die Einkommensverteilung. Die moderne Volkswirtschaftstheorie ließ die Bedeutung des Bodens bei ihrer Suche nach einem weiteren Produktionsfaktor erneut schwinden und fand den technischen Fortschritt als neues Erkenntnisobjekt. 
In neuerer Zeit gab es im Hinblick auf den Umweltschutz mit seinen Themen Bodenkontamination oder Bodenversauerung eine Rückbesinnung auf die Bedeutung des Faktors Boden. Hinzu kommt die Thematik der Überbevölkerung und Hungersnot, die unmittelbar mit dem Boden im Zusammenhang stehen. In Staaten mit hoher Bevölkerungsdichte nehmen die Grundstückskosten oder Mietpreise stark zu und können zu finanziellen Risiken führen, was die Knappheitsfunktion des Bodens unterstreicht. Das liegt auch am vollkommen unelastischen Angebot an Immobilien (Wohn- und Gewerbeimmobilien). In den Entwicklungs- und Schwellenländern mit hoher Geburtenrate muss immer mehr ungenutzter Boden zu Nutz- oder Wohnfläche umfunktioniert werden, was eine der Ursachen der Desertifikation ist.
Damit der Produktionsfaktor Boden als Gut überhaupt gehandelt werden kann, muss er unter anderem auch Faktormobilität aufweisen. Von allen Produktionsfaktoren ist Kapital mit seiner Kapitalmobilität der mobilste, der Produktionsfaktor Arbeit weist – mehr oder weniger starke – Arbeitsmobilität auf. Dem Boden fehlt jedoch eine wesentliche Form der Mobilität, denn er ist naturgemäß dauerhaft an einen Standort gebunden und deshalb unbeweglich (daher der Begriff Immobilien). Die Mobilität des Bodens zeigt sich darin, dass er den Grundbesitzer wechseln kann (etwa durch Grundstückskaufvertrag) und dass die Bodennutzung durch eine Nutzungsänderung geändert werden kann (etwa landwirtschaftliche Nutzfläche in Bauland). Diese begrenzte Mobilität genügt für die Faktormobilität des Bodens, so dass er auf dem Immobilienmarkt gehandelt werden kann. Eine vollkommene Faktormobilität führt dazu, dass durch sie über den Marktmechanismus ein Marktgleichgewicht auf den Faktormärkten und ein gleich hohes Faktoreinkommen bewirkt wird.
Fragen der intensiven Bodennutzung etwa bei der intensiven Landwirtschaft werden unter anderem bei der Bodenproduktivität untersucht.